# Hilde De Lobel
Pour les articles homonymes, voir Lobel.
Hilde De Lobel, née le 4 juin 1952 à Anderlecht, est une femme politique belge flamande, membre du Vlaams Belang.

## Biographie
À l'âge de 14 ans, elle entre au mouvement Were-di (défends-toi). À 19 ans elle fonde avec une vingtaine d'anciens membres de Were-di, le mouvement Voorpost, tous deux faisant partie de la mouvance du nationalisme flamand de Belgique. Les élections municipales d'Anvers d'octobre 1988 la voient élue au conseil de la ville.

## Fonctions politiques
- conseillère communale à Anvers (1989-2000)
- membre du Conseil de district d'Anvers (2001-)
- députée au Parlement flamand :
  - du 6 juillet 1999 au 13 juin 2004
  - du 19 avril 2006 au 7 juin 2009